# Розворот (маневр)

Діаграма розвороту

Знак 3.24 «Розворот заборонено»

Розворот (англ. U-turn) — зміна напрямку руху на 180°, в протилежний бік, а також місце, де цей маневр відбувається. Розворот є терміном у дорожньому русі. У правилах дорожнього руху передбачені місця розвороту та штрафи за порушення правил.
Знаки, що дозволяють розворот:
- 5.26 — Місце для розвороту.
- 5.27 — Зона для розвороту.
- 5.16 — Напрямок руху смугами. Якщо дозволено поворот ліворуч, то дозволено і розворот.

Знаки, що забороняють розворот:
- 3.24 — Розворот заборонено.
- 1.9 — Тунель. Розвороти заборонені у тунелях.

## Техаський розворот

Діаграма техаського розвороту

Техаський розворот — назва маневру для розвороту на паралельних дорогах. Для цього на дорогах будують мости, що дають змогу розвернутися через дві інші паралельні дороги. У США передбачені закони про техаський розворот. Техаський розворот найчастіше зустрічається в Техасі, Флориді, Міссісіпі, Юті, Арканзасі, Нью-Мексико, Оклахомі, Огайо, Пенсільванії, Міссурі, Канзасі, Мічигані, Аризоні, Іллінойсі та місті Нью-Йорку.
У Мічигані паралельні дороги розташовані вздовж автострад та контролюються сигналами.
Незвичайний приклад техаського розвороту є у Нью-Йорку. На перехресті зустрічаються US Route 9 та NY Route 9. Вони утворюють розв'язку. І тут паралельні дороги схожі на пандуси з техаським розворотом. Це дозволяє рухатися на NY Route 9 та у зворотний бік.
У Лондоні паралельні дороги з техаським розворотом є під естакадою Хаммерсміт та на розв'язці Hanger Lane.
У Сіднеї між Тихоокеанським шосе та дорогою А3 є кілька техаських розворотів.

## Розворот у три прийоми

Діаграма розвороту в три прийоми

Розворот у три прийоми — стандартний метод повороту транспортного засобу на протилежний напрямок в обмеженому просторі, з використанням заднього ходу. Найчастіше такий тип розвороту робиться, коли дорога надто вузька для звичайного розвороту. Демонстрація цього маневру в більшості країн потрібна під час іспиту на керування автомобілем.
Спочатку входить передній хід, і машина їде до зустрічної узбіччі. Від узбіччя вона їде заднім ходом. Потім повертає ліворуч. Раніше паровози розверталися за допомогою таких самих конструкцій, які в розмовній мові називалися «рибка».
В англійській мові «розворот» звучить як U-turn, тому що шлях, який проїхав транспортний засіб під час розвороту, схожий на букву U. Розворот у три прийоми в англійській мові буде Y-turn, К-turn або broken U-turn, тому що він схожий на дві ці літери. Broken означає "зламаний". Однак «розворот у три прийоми» є офіційною назвою цього маневру в більшості країн. У Великій Британії та Ірландії його офіційна назва — «поворот на дорозі з використанням передніх та задніх передач».